# بل بنت
بِل بنت (انگلیسی: Belle Bennett؛ ‏ ۲۲ آوریل ۱۸۹۱ – ۴ نوامبر ۱۹۳۲) بازیگر اهل آمریکا بود.
از فیلم‌ها یا برنامه‌های تلویزیونی که وی در آن نقش داشته است می‌توان به جنگ زن و مرد و نقاب آهنین اشاره کرد.